# Boulton Paul P.92
Boulton Paul P.92 là một loại máy bay tiêm kích/cường kích của Anh, do Boulton Paul thiết kế. Chỉ có 1 mô hình mẫu thử được chế tạo và thử nghiệm trước khi dự án bị hủy bỏ vào năm 1940.

## Tính năng kỹ chiến thuật (P.92/2)
Dữ liệu lấy từ Boulton Paul Aircraft since 1915
Đặc tính tổng quát
- Kíp lái: 1
- Chiều dài: 27 ft 6 in (8,38 m)
- Sải cánh: 33 ft (10 m)
- Chiều cao: 7,6 ft (2,3 m)
- Trọng lượng có tải: 2,778 lb (1 kg)
- Động cơ: 2 × de Havilland Gipsy Major II , 130 hp (97 kW)  mỗi chiếc

Hiệu suất bay
- Vận tốc cực đại: 152 mph (245 km/h; 132 kn)
- Vận tốc hành trình: 84 mph; 73 kn (135 km/h)